# Die Übungspatrone
Die Übungspatrone ist ein Original-Hörspiel von Otto Heinrich Kühner, das 1950 beim SDR unter der Regie von Helmut Jedele erstgesendet wurde. Das Stück, das später noch von weiteren Rundfunkanstalten produziert wurde und sogar eine Verfilmung erfuhr, ist das meistgesendete des Autors und gehört zu den erfolgreichsten deutschsprachigen Hörspielen der Nachkriegszeit. Es thematisiert anhand der Gewissenskonflikte der abkommandierten Soldaten eines Erschießungskommandos im Zweiten Weltkrieg „das Problem der Todesstrafe und […] des Mitläufertums“ (Kühner).

## Das Hörspiel

### Entstehung
Ein autobiografischer Einfluss auf die Entstehung des Hörspiels ist offensichtlich. Der als Sohn eines Pfarrers in einem südbadischen Bauerndorf aufgewachsene Kühner war nach dem Gymnasium von Anfang bis Ende des Zweiten Weltkriegs Soldat in der Wehrmacht; er befehligte zuletzt als Leutnant eine Kosakenschwadron und wurde schwer kriegsbeschädigt. Bereits in sowjetischer Kriegsgefangenschaft schrieb Kühner ein Tagebuch, das die Grundlage seines thematisch verwandten späteren Romanes Nikolskoje bildete.
Sein undatiertes Hörspiel Die Übungspatrone entstand vor 1950 und ist eine seiner ersten literarischen Arbeiten. Er verarbeitete darin seine Kriegserlebnisse, wie auch in mehreren späteren Werken. In dem Hörstück untersucht der junge Autor die Fragen nach Verantwortung, Schuld und Gewissen sowie Selbstbetrug der abkommandierten Angehörigen eines Erschießungskommandos („Scharfrichter“) bei der Tötung eines Delinquenten und versetzt sie in „eine extreme Situation“ (Die Zeit).

### Inhalt, Form

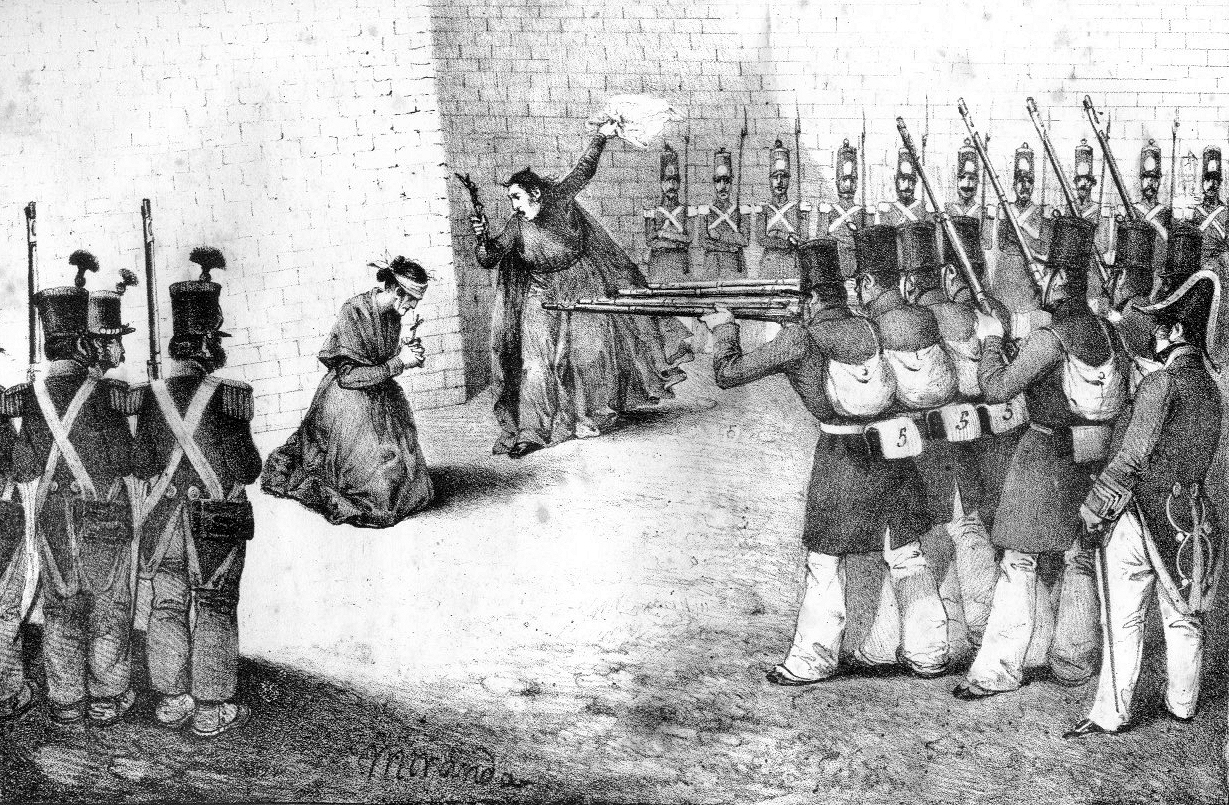
Künstlerische Darstellung einer Hinrichtung durch ein Erschießungskommando

Die zeitlich gegen Kriegsende angelegte Geschichte erzählt von einem zehnköpfigen Erschießungskommando, das einen Fahnenflüchtigen hinrichten soll. Eine sogenannte Übungspatrone hält die Gruppe von der Befehlsverweigerung aus Gewissensgründen ab: Keiner weiß, in wessen Waffe sich die nicht tödliche Platzpatrone verbirgt; so kann nach der gemeinsam durchgeführten Erschießung jeder annehmen, er habe sich nicht tötend an der Hinrichtung beteiligt.
Doch am Ende wird dieser „Gewissensbetrug“ (Heinz Schwitzke) durch ein überraschendes Ereignis unmöglich gemacht. Einer der Soldaten hatte aus Nervenschwäche nicht abgedrückt und dieses später seinen Vorgesetzten gemeldet. Da die Leiche des Getöteten neun glatte Herzschüsse aufwies, stand für die neun Schützen fest, dass sie alle mit scharfer Munition geschossen hatten.
Das Hörspiel beginnt formal mit den einen Großteil des Gesamttextes ausmachenden inneren Monologen der zur Erschießung Abkommandierten, die sich zunächst auf ihrem frühmorgendlichen Marsch zum Hinrichtungsplatz befinden (einer der Sprechenden hat dabei gleichzeitig die Funktion eines Erzählers). Nach der Ankunft vollzieht sich alles mit der Erschießung zusammenhängende Procedere im Gegensatz dazu in einer raschen ablaufenden Spielhandlung. Den Rückmarsch wiederum begleitende innere Monologe unterbricht schließlich der Kolonnennachbar des Erzählers, was die überraschende Schlusswende der Handlung einleitet.
Kühner nennt als eigentliche Dramatik seines Hörstücks „Die Reproduktion des Seelischen im Unausgesprochenen“, die sich, „mittels des Funks hörbar gemacht, im Inneren, in den Gedanken der Menschen“ abspiele. Die Parabel der Übungspatrone sei seinem Autor zufolge unverkennbar: „Diese zehn Mann – das sind wir alle, und die Übungspatrone steht symbolisch für die Kompromisshaftigkeit des Menschen, aber auch für die unwahrhafte Konzession der Machthaber an das menschliche Gewissen.“

## Veröffentlichungen
In gedruckter Form erschien Die Übungspatrone im Hörspielbuch III der Europäischen Verlagsanstalt (1952); später in einer Veröffentlichung des Autors beim Langen Müller Verlag (Mein Zimmer grenzt an Babylon, 1954). Eine Inszenierung des NDR von 1962 (Regie: Fritz Schröder-Jahn) erschien 1965 zur Erinnerung an den zu Tode gekommenen Schauspieler Klaus Kammer auf einer Schallplatte der Deutschen Grammophon Gesellschaft.

## Produktionen im Einzelnen
Das ARD-Hörspielarchiv verzeichnet insgesamt fünf unterschiedliche Produktionen dieser Funknovelle zwischen 1950 und 1964, was auf ihren besonderen Erfolg in der Nachkriegszeit hinweist. Alle sind erhalten.
- 1950: Produktion: SDR – Regie: Helmut Jedele
  - Sprecher: Harald Baender (Der Erzähler), Karl Bockx (1. Soldat), Walter Thurau (2. Soldat), Max Mairich (3. Soldat), Kurt Norgall (4. Soldat), Otto Schlandt (5. Soldat), Kurt Haars (Der Unteroffizier), Waldemar Dannenhaus (Der Offizier), Dieter Eppler (Der Delinquent), Egon Clauder (Der Pfarrer) und andere
- 1954: Produktion: RIAS – Regie: Hanns Korngiebel
  - Sprecher: Heinz Giese (Erzähler), Herbert Weissbach (1. Soldat), Wolfgang Conradi (2. Soldat), Reinhold Bernt (3. Soldat), Karl-Heinz Meienburg (4. Soldat), Edgar Ott (5. Soldat), Erich Dunskus (Unteroffizier), Ottokar Runze (Offizier), Horst Gentzen (Delinquent), Fritz Ebert (Pfarrer) und andere
- 1962: Produktion: NDR – Regie: Fritz Schröder-Jahn
  - Sprecher: Klaus Kammer (Erzähler), Günther Briner (Unteroffizier), Uwe Friedrichsen (Offizier), Volker Lechtenbrink (Delinquent), Klaus Höhne (Pfarrer), Willy Witte (Beamter), Reinhold Nietschmann (Arzt), Wolfgang Büttner (1. Soldat), Josef Dahmen (2. Soldat), Horst Michael Neutze (3. Soldat), Rolf Nagel (4. Soldat), Peter Striebeck (5. Soldat)
- 1964: Produktion: SR, Koproduzent: BR – Regie: Otto Kurth
  - Sprecher: Peter Artur (Beamter), Thomas Braut (1. Soldat), Norbert Gastell (Unteroffizier), Willkit Greuèl (Sanitätsoffizier), Georg Kostya (2. Soldat), Karl Maldek (3. Soldat), Harry Naumann (4. Soldat), Helmut Peine (Nebenmann), Christian Rode (Leutnant), Heinz Schimmelpfennig (5. Soldat), Raoul Wolfgang Schnell (Erzähler)
- 1964: Produktion: BR – Regie: Walter Ohm
  - Sprecher: Franz Messner (Erzähler), Gerd Baltus (1. Soldat), Fritz Straßner (2. Soldat), Eberhard Mondry (3. Soldat), Peter Lühr (4. Soldat), Josef Saxinger (5. Soldat), Hans Clarin (Nebenmann), Robert Graf (Leutnant), Bum Krüger (Unteroffizier) und andere

## Wirkung
Das Hörspiel wurde u. a. mit Ernst Jacobi, Herbert Stass und Wolfgang Spier 1963/1964 durch den Sender Freies Berlin für das deutsche Fernsehen verfilmt (Regie: Hanns Korngiebel). Reclams Hörspielführer, ein früher Versuch Heinz Schwitzkes und Werner Klipperts der Bildung eines Hörspielkanons, berücksichtigt Kühners Übungspatrone 1969 neben einem weiteren Stück des Autors (Pastorale 67) mit einem Werkartikel. Hervorgehoben wird die Anzahl der Sendungen sowie die Herausgabe einer Schallplatte. Für Walther Killys Literaturlexikon markiert die „Parabel über den Konflikt von Gewissen und soldatischem Gehorsam“ 1990 dagegen allein den Beginn von Kühners eigenem Erfolg als Hörspielautor. Weitere Literatur- und Autorenlexika unterschlagen bisweilen sogar das radiophone Frühwerk zugunsten des übrigen Œuvres des Autors.